# Isabelle Mancini
Isabelle Remy z d. Mancini (ur. 26 lipca 1967 w Arbois) – francuska biegaczka narciarska, zawodniczka klubu Montbenoît.

## Kariera
W 1986 roku wystąpiła na mistrzostwach świata juniorów w Lake Placid, zajmując 19. miejsce w biegu na 5 km techniką klasyczną oraz 38. miejsce w biegu na 15 km stylem dowolnym. Podczas rozgrywanych rok później mistrzostw świata juniorów w Asiago zajęła odpowiednio 41. i 30. miejsce, a w sztafecie była dwunasta.
W Pucharze Świata zadebiutowała 27 marca 1988 roku w Rovaniemi, zajmując 14. miejsce w biegu na 10 km stylem dowolnym. Tym samym już w swoim debiucie zdobyła pierwsze punkty. Nigdy nie stanęła na podium zawodów tego cyklu, najlepszy wynik osiągnęła 10 grudnia 1989 roku w Salt Lake City, kończąc bieg na dystansie 15 km techniką dowolną na szóstej pozycji. Wielokrotnie startowała w zawodach PŚ, jednak nigdy nie znalazła się w czołowej dziesiątce. Najlepsze rezultaty osiągnęła w sezonie 1990/1991, kiedy zajęła 13. miejsce w klasyfikacji generalnej.
W 1992 roku wystąpiła na igrzyskach olimpijskich w Albertville, zajmując między innymi piąte miejsce w sztafecie i dziewiąte miejsce w biegu pościgowym. Na rozgrywanych dwa lata później igrzyskach olimpijskich w Lillehammer, gdzie jej najlepszym wynikiem było 30. miejsce w biegu pościgowym. Była również dziesiąta na dystansie 30 km stylem dowolnym podczas mistrzostw świata w Val di Fiemme w 1991 roku oraz dziewiąta w sztafecie na mistrzostwach świata w Lahti (1989) oraz mistrzostwach świata w Falun (1993).

## Osiągnięcia

### Igrzyska olimpijskie
| Miejsce | Dzień     | Rok  | Miejscowość | Konkurencja            | Czas biegu | Strata  | Zwyciężczyni      |
| ------- | --------- | ---- | ----------- | ---------------------- | ---------- | ------- | ----------------- |
| 22.     | 13 lutego | 1992 | Albertville | 5 km stylem klasycznym | 14:13,8    | +58,3   | Marjut Lukkarinen |
| 9.      | 15 lutego | 1992 | Albertville | 5+10 km pościgowy      | 40:07,7    | +1:45,6 | Lubow Jegorowa    |
| 5.      | 17 lutego | 1992 | Albertville | Sztafeta 4 × 5 km      | 59:34,8    | +1:55,9 | WNP               |
| 21.     | 21 lutego | 1992 | Albertville | 30 km stylem dowolnym  | 1:22:30,1  | +8:33,2 | Stefania Belmondo |
| 39.     | 13 lutego | 1994 | Lillehammer | 15 km stylem dowolnym  | 39:44,5    | +6:31,7 | Manuela Di Centa  |
| 51.     | 15 lutego | 1994 | Lillehammer | 5 km stylem klasycznym | 14:08,8    | +2:22,6 | Lubow Jegorowa    |
| 30.     | 17 lutego | 1994 | Lillehammer | 5+10 km pościgowy      | 41:38,9    | +4:42,3 | Lubow Jegorowa    |

### Mistrzostwa świata
| Miejsce | Dzień     | Rok  | Miejscowość   | Konkurencja             | Czas biegu | Strata  | Zwyciężczyni      |
| ------- | --------- | ---- | ------------- | ----------------------- | ---------- | ------- | ----------------- |
| 37.     | 17 lutego | 1989 | Lahti         | 10 km stylem klasycznym | 29:19,0    | +3:35,0 | Łarisa Łazutina   |
| 20.     | 19 lutego | 1989 | Lahti         | 10 km stylem dowolnym   | 27:04,5    | +2:21,2 | Jelena Välbe      |
| 28.     | 21 lutego | 1989 | Lahti         | 15 km stylem klasycznym | 47:46,6    | +5:35,0 | Marjo Matikainen  |
| 9.      | 23 lutego | 1989 | Lahti         | Sztafeta 4 × 5 km       | 54:49,8    | +4:18,5 | Finlandia         |
| 35.     | 25 lutego | 1989 | Lahti         | 30 km stylem dowolnym   | 1:29:59,7  | +9:17,7 | Jelena Välbe      |
| 10.     | 16 lutego | 1991 | Val di Fiemme | 30 km stylem dowolnym   | 28:25,9    | ?       | Lubow Jegorowa    |
| 28.     | 21 lutego | 1993 | Falun         | 5 km stylem klasycznym  | 14:07,6    | +1:02,2 | Łarisa Łazutina   |
| 18.     | 23 lutego | 1993 | Falun         | 5+10 km pościgowy       | 40:19,0    | +2:06,0 | Stefania Belmondo |
| 9.      | 25 lutego | 1993 | Falun         | Sztafeta 4 × 5 km       | 54:15,7    | +3:31,0 | Rosja             |
| 14.     | 27 lutego | 1993 | Falun         | 30 km stylem dowolnym   | 1:22:41,3  | +5:36,5 | Stefania Belmondo |

### Mistrzostwa świata juniorów
| Miejsce | Dzień     | Rok  | Miejscowość | Konkurs                | Wynik   | Strata  | Zwyciężczyni       |
| ------- | --------- | ---- | ----------- | ---------------------- | ------- | ------- | ------------------ |
| 19.     | 13 lutego | 1986 | Lake Placid | 5 km stylem klasycznym | 16:10,1 | +1:17,7 | Lubow Jegorowa     |
| 38.     | 17 lutego | 1986 | Lake Placid | 15 km stylem dowolnym  | 43:43,8 | +8:25,1 | Gaby Nestler       |
| 41.     | 4 lutego  | 1987 | Asiago      | 5 km stylem klasycznym | 14:18,4 | +1:11,9 | Tatjana Bondariewa |
| 12.     | 6 lutego  | 1987 | Asiago      | Sztafeta 3 × 5 km      | 41:26,9 | +3:02,5 | ZSRR               |
| 30.     | 8 lutego  | 1987 | Asiago      | 15 km stylem dowolnym  | 39:59,0 | +4:46,3 | Jelena Trubicyna   |

### Puchar Świata

#### Miejsca w klasyfikacji generalnej
- sezon 1987/1988: 49.
- sezon 1989/1990: 28.
- sezon 1990/1991: 13.
- sezon 1991/1992: 24.
- sezon 1992/1993: 37.
- sezon 1993/1994: 71.

#### Miejsca na podium
Mancini nigdy nie stała na podium zawodów PŚ.